# Parti socialiste ouvrier et paysan
Le Parti socialiste ouvrier et paysan ou PSOP était un parti politique français, fondé le 8 juin 1938 par des militants de la tendance « Gauche révolutionnaire », qui avait été exclue de la SFIO.

## Historique
Le principal dirigeant du PSOP était Marceau Pivert. De sensibilité socialiste, le parti regroupait également des éléments minoritaires influencés par le trotskisme (l'ex-membre du POI Yvan Craipeau, qui regroupait une tendance révolutionnaire opposée au pacifisme autour de la revue La Voie de Lénine), ou le luxemburgisme (comme l'éditeur René Lefeuvre).
Comptant entre 8 000 et 10 000 adhérents, le parti a du mal à se développer, entre la SFIO et le Parti communiste SFIC.
Le PSOP éditait le journal Juin 36 (en référence à la grève générale de mai-juin 1936 lors de la prise du pouvoir par le Front populaire et le premier gouvernement de Léon Blum). Cet organe de presse annonce des ralliements au parti dans ses colonnes mais son influence reste limitée.
Les jeunesses du PSOP étaient rassemblées au sein des Jeunesses socialistes ouvrières et paysannes (JSOP).
Dans une brochure du PSOP, Lucien Hérard considérait que « l’expérience du Front populaire a démontré l’exactitude des principes du socialisme révolutionnaire » (faisant référence en particulier à la grève générale spontanée de mai-juin 1936). Il ajoute : « Un nouveau parti était né, salué par les espoirs de nombreux militants, incompris par d’autres, traîné dans la boue par les staliniens et les réformistes ».
Le parti est dissous en 1940 par le pouvoir pétainiste. Certains de ses militants créent ou rejoignent des groupes de Résistance, notamment L'Insurgé en région lyonnaise (autour de Marie-Gabriel Fugère et Pierre Stibbe). D'autres militants rejoignent les principaux mouvements de Résistance, par exemple Henri Abbadie (à Combat), Daniel Bénédite (à Franc-Tireur), ou Michel Collinet (à Ceux de la Résistance).
Après la Libération, des divergences apparaissent entre ex-militants du PSOP, certains voulant reformer le Parti, d'autres voulant rejoindre une organisation existante afin de « peser ». Le PSOP ne se reforme pas, la plupart des militants retournent à la SFIO, une minorité rejoint le Parti communiste français.

## Militants du PSOP

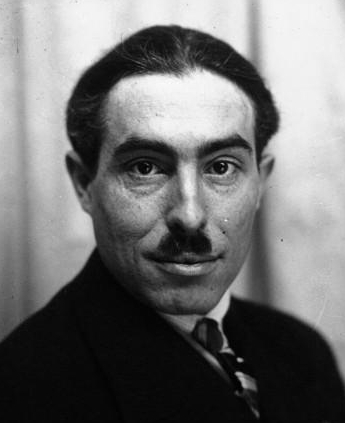
Marceau Pivert en 1932.

Parmi les dirigeants figuraient :
- Marceau Pivert
- Lucien Hérard
- René Lefeuvre
- Daniel Guérin
- Michel Collinet
- Colette Audry